# Лифт (фильм, 2001)
«Лифт» (англ. Down) — американо-нидерландский фильм ужасов 2001 года о лифте-убийце с Джеймсом Маршаллом и Наоми Уоттс в главных ролях, снятый нидерландским режиссёром  Диком Масом и являющийся ремейком нидерландского фильма «Лифт» (De Lift) 1983 года. Картина была снята в Нидерландах, а также в Нью-Йорке и в округе Колумбия.
На DVD в США фильм был выпущен под названием «The Shaft» («шахта лифта»).
Премьера фильма состоялась на каннском кинофестивале в мае 2001 года, но релиз на видео в США состоялся лишь через два года.
Снятый до терактов 11 сентября 2001 года фильм делает несколько предположений о возможности атаки террористов на Нью-Йорк.

## Сюжет
Когда несколько человек неожиданно умирают в скоростном лифте, в достопримечательности Нью-Йорка — небоскрёбе Millennium Building, сначала все называют это технической проблемой. Но когда ремонтники постоянно не находят никаких неисправностей в лифте, то становится понятно, что дело в чём-то другом.
Представительница таблоида ведёт журналистское расследование, а ремонтник лифтов стремится докопаться до сути причин, вызывающих гибель людей, в то время как чиновники пытаются преуменьшить значимость инцидентов, а правительство исследует случаи на предмет совершения террористических актов.
Парочка в итоге обнаруживает, что лифты живут своей собственной жизнью.

## В ролях
- Джеймс Маршалл — Марк Ньюман
- Наоми Уоттс — Дженнифер Эванс
- Эрик Тал — Джеффри
- Майкл Айронсайд — Гюнтер Штейнберг
- Эдвард Херрманн — Миллиган
- Дэн Хедайя — лейтенант Макбейн
- Рон Перлман — Митчелл
- Кэтрин Мейсл — Милдред
- Мартин Макдугалл — охранник Энди
- Джон Карьяни — охранник Гэри
- Дэвид Гвиллим — мистер Фейт
- Питер Бэнкс — начальник техобслуживания

## Критика
Фильм не был хорошо воспринят в Нидерландах, так оригинальный нидерландский фильм в своё время был расценен как один из самых сильных голландских фильмов ужасов всех времён, в то время как «Лифт» является типичным американским второсортным фильмом.